# Libertador (Aragua)
Libertador é um município da Venezuela localizado no estado de Aragua.
A capital do município é a cidade de Palo Negro.